# Liste des épisodes de Ghost Whisperer

Cet article présente la liste des épisodes de la série télévisée américaine Ghost Whisperer.

## Première saison (2005-2006)
1. Trente ans d'errance (Pilot)
2. J'aurai toujours six ans (The Crossing)
3. Deux Âmes sœurs (Ghost, Interrupted)
4. Un second souffle (Mended Hearts)
5. Les Garçons perdus (Lost Boys)
6. Retrouvailles post-mortem (Homecoming)
7. Le Dernier Soupir (Hope and Mercy)
8. L'Impossible pardon (On the Wings of a Dove)
9. Voix blanches (Voices)
10. L'Ombre de l'autre (Ghost Bride)
11. Le Dernier Combat (Shadow Boxer)
12. À mourir de rire (Undead Comic)
13. Pour Stacy (Friendly Neighborhood Ghost)
14. Autoportrait (Last Execution)
15. Premier fantôme (Melinda's First Ghost)
16. Entre la vie et la mort (Dead Man's Ridge)
17. Le Petit Démon (Demon Child)
18. La Dernière Illusion (Miss Fortune)
19. Accès de fureur (Fury)
20. Un monde sans esprit (The Vanishing)
21. En chute libre (Free Fall)
22. L'Élue (The One)

## Deuxième saison (2006-2007)
1. Un amour éternel (Love Never Dies)
2. L'amour ne meurt jamais (Love Still Won't Die)
3. Entre deux eaux (Drowned Lives)
4. Fantôme intérieur (The Ghost Within)
5. Le Dernier Repos (A Grave Matter)
6. La Femme de ses rêves (The Woman Of His Dreams)
7. Telle mère, telle fille (A Vicious Cycle)
8. Tout feu, tout flamme (The Night We Met)
9. L'Œuvre inachevée (The Curse Of The Ninth)
10. Le Champion (Giving Up The Ghost)
11. Dans la chaleur de la jungle (Cat's Claw)
12. Un Être Cher (Dead to Rights)
13. Une Dernière Vie (Déjà Boo)
14. Sortie de piste (Speed Demon)
15. Les Meilleures Amies (Mean Ghost)
16. Braquage (The Cradle Will Rock)
17. Deux en un (The Walk-In)
18. Fille de fantôme (Children Of Ghosts)
19. Pour l'amour de Délia (Delia's First Ghost)
20. Les Cinq Signes (The Collector)
21. Prophéties (The Prophet)
22. Le 11 mai (The Gathering)

## Troisième saison (2007-2008)
1. Secrets de famille (The Underneath)
2. De l'autre côté du miroir (Don't Try This At Home)
3. La Conscience du héros (Haunted Hero)
4. Ensemble pour l'éternité (No Safe Place)
5. Maladie en sous-sol (Weight Of What Was)
6. Question d'impression (Double Exposure)
7. Un voyant dans le noir (Unhappy Medium)
8. Jeux de vilains (Bad Blood)
9. Un don partagé (All Ghosts Lead To Grandview)
10. L'Esprit de Noël (Holiday Spirit)
11. Des mots qui tuent (Slam)
12. Un choix brûlant (First Do No Harm)
13. Ange gardien (Home But Not Alone)
14. La Loi du destin (The Gravesitter)
15. L'Écran de la peur (Horror Show)
16. Histoires de pères (Deadbeat Dads)
17. Le Visage derrière le masque (1re partie) (Stranglehold)
18. Le Visage derrière le masque (2e partie) (Pater Familias)

## Quatrième saison (2008-2009)
1. Unis par les flammes (Firestarter)
2. Le Pacte du sang (Big Chills)
3. Esprit virtuel (Ghost in the Machine)
4. Signaux de détresse (Save Our Souls)
5. Lignes brisées (Bloodline)
6. L'Ennemi imaginaire (Imaginary Friends)
7. Ici ou Là-bas (Threshold)
8. L'Autre moi (Heart & Soul)
9. Le Dernier Vœu (Pieces of You)
10. Les Chaînes du mariage (Ball & Chain)
11. Appels à l'aide (Life on the Line)
12. Souvenirs de jeunesse (This Joint’s Haunted)
13. Les Âmes du lac (Body of Water)
14. Secret brûlant (Slow Burn)
15. Une étudiante fantôme (Greek Tragedy)
16. Flagrant délire (Ghost Busted)
17. Histoire de fous (Delusion of Grandview)
18. Le Saut de l'ange (Leap of Faith)
19. Le Chant du cygne (Thrilled to Death)
20. Mourir sur scène (Stage Fright)
21. Poupées maudites (Cursed)
22. La Fiancée de Dracula (Endless Love)
23. Le Livre des changements (Book Of Changes)

## Cinquième saison (2009-2010)
Attention, certains épisodes ont bénéficié de titres francophones différents en Suisse. Ils sont indiqués en second le cas échéant.
1. Maudit Anniversaire / Invitée indésirable (Birthday Presence)
2. Vous avez un message / Vous avez un nouveau message (See No Evil)
3. Jusqu'à ce que la mort nous rapproche (Till Death Do Us Start)
4. À cœur ouvert (Do Over)
5. Le Cheval de Troie / Le Génie de l'informatique (Cause For Alarm)
6. À en perdre la tête / Sans tête (Head Over Heels)
7. Pacte avec les ombres / Le Pacte (Devil's Bargain)
8. La Clé d'or / La Clé (Dead Listing)
9. Un fantôme dans le placard / Parmi les ombres (Lost In The Shadows)
10. Abus de pouvoir / Protection rapprochée (Excessive Forces)
11. Ondes de choc / La Mort à l'antenne (Dead Air)
12. Fuite en avant (Blessings In Disguise)
13. Les Démons de minuit / Insomnie (Living Nightmare)
14. Spiritisme / Le Deuil (Dead To Me)
15. Bombe à retardement / Implosion (Implosion)
16. La Maison hantée / Une prison de fantômes (Old Sins Cast Long Shadows)
17. Sur la pente glissante / Le Fantôme de glace (On Thin Ice)
18. Enquête posthume (Dead Eye)
19. Mélange mortel (Lethal Combination)
20. La Rançon / L'Argent du sang (Blood Money)
21. Double Vision / Double Jeu (Dead Ringer)
22. La Parade des enfants / Le Défilé des enfants (The Children's Parade)